# Пэрротт, Эндрю
Эндрю Пэ́рротт (англ. Andrew Parrott; род. 10 марта 1947, Уолсолл, графство Стаффордшир) — британский дирижёр, хормейстер и музыковед

, крупный представитель движения аутентичного исполнительства.

## Биография
В 1969 окончил Оксфордский университет, до 1976 там же стажировался. В 1973 году создал вокально-инструментальный ансамбль Taverner Consort, названный по имени английского композитора XVI века. В книге «The essential Bach choir» (2000) отстаивал исполнение хоровых сочинений И.С.Баха по принципу «один голос на партию», также писал статьи по истории инструментальной и хоровой музыки. Выпустил большой сборник рождественских кэрол (The New Oxford book of Сarols, 1992, несколько раз переиздан). 
В качестве дирижёра выступал преимущественно в барочном и венском классическом репертуаре. В 2003-2006 руководил оркестром London Mozart Players, в 2001—2010 годах — барочным ансамблем New York Collegium. Среди записей — все концерты Л. ван Бетховена с Р. Браутигамом на молоточковом фортепиано. В репертуаре Пэрротта также музыка XX века (Стравинский, Варез, Бриттен, Типпетт, Хенце, Луиджи Ноно, Арво Пярт, Джонатан Харви, Джон Тавенер). В 1987 в рамках Челтнемского фестиваля искусств дирижировал мировой премьерой оперы Дж. Уир «Ночь в Китайской опере».

## Литературные сочинения
- The essential Bach choir. Woodbridge, Suffolk, UK; Rochester, NY: Boydell Press, 2004 (исправленное издание). 223 p. ISBN 9780851157863